# Troll-Elgen (film)
Pour plus de détails, voir Fiche technique et Distribution.
Troll-Elgen est un film norvégien de Walter Fyrst, sorti au cinéma le 26 décembre 1927. Il s'agit d'une adaptation du roman Troll-Elgen, de l'écrivain norvégien Mikkjel Fønhus.

## Fiche technique
- Titre : Troll-Elgen
- Réalisation : Walter Fyrst
- Scénario : Alf Rød d'après le roman Troll-Elgen de Mikkjel Fønhus
- Photographie : Ragnar Westfelt
- Pays de production :  Norvège
- Genre : Drame
- Durée : 95 minutes
- Date de sortie : 
  - Norvège : 26 décembre 1927

## Distribution
- Tryggve Larssen : Sjur Renna 'Gaupa'
- Bengt Djurberg : Hans Trefothaugen
- Julie Lampe : Turi Trefothaugen, mor til Hans
- Tove Tellback : Ingrid Rustebakke
- Harald Stormoen : Hallstein Rustebakke, storbonde
- Einar Tveito : Gunnar Sløvika, hestehandler
- Egil Hjorth-Jenssen : Tølleiv, tjenestegutt på Rustbakke
- Mimi Kihle : Bellina, danser
- Hauk Aabel : Piper, direktør
- Nils Aréhn : P. Rustebakke, rik slekting